# Metropolita moskevský a celé Rusi
Metropolita moskevský a celé Rusi byl v letech 1461-1589 titul představeného severovýchodní (moskevské) části Ruské pravoslavné církve (a hlavního biskupa moskevského), v době působení Feodosije (Byvalceva) v moskevské eparchii až do zavedení úřadu patriarchy metropolitou Jóbem.
Kyjev, západní a jihozápadní ruské eparchie, tj. ty, které byly v té době součástí Litevského velkoknížectví a Polska, se nepodřídily moskevským metropolitům. Od roku 1988 do současnosti náleží tento titul hlavě ruské pravoslavné církve starého obřadu (od 23. října 2005 Kornil).

## Titul
Samotný výraz moskevský je spíše současné definicí pro město, ve kterém se nacházela rezidence metropolitů, nikoli skutečným názvem. Metropolita se totiž v dokumentech sám psal jako metropolita celého Ruska a takto jej titulovali i ostatní. Týž titul byl zobrazen na pečeti metropolitů Týž titul se objevoval i na pečeti metropolie.
Konstantinopolský patriarcha Theolept I. ve svém poselství z roku 1516 označuje metropolitu Varlaama starým titulem jako Metropolita kyjevský a celé Rusi.  Pouze v několika dopisech z athonských klášterů z počátku 16. století oslovují metropolitu jako Metropolitu moskevského a celé Rusi.   To se však v praxi neujalo a až do ustavení patriarchátu titul zůstal jako Metropolita celé Rusi. 

## Západní Rusko
V Polském království a Litevském velkoknížectví a později ve společné Polsko-litevské unii existovala od roku 1458 samostatná Kyjevská metropole, která byla pod církevní jurisdikcí konstantinopolských patriarchů a do její jurisdikce spadala jihozápadní část ruské církve. Titul západních metropolitů byl Metropolita kyjevský a celé Rusi, později za vlády Grigorije Camblaka také Metropolita litevský a celé Rusi, počínaje metropolitou Josefem (Soltanem) Metropolita kyjevský, haličský a celé Rusi. Poslední titul pro kyjevského metropolitu se od roku 1509 udržel na dalších 200 let.
Metropolité Kyjeva, Haliče a celé Rusi v tomto období nikdy nesídlili v Kyjevě, ale ve Vilně, Novgorodku nebo Smolensku.

## Seznam metropolitů
| Obrázek     | jméno                   | ve funkci od       | ve funkci do      | poznámka |
| ----------- | ----------------------- | ------------------ | ----------------- | --- |
|             | Feodosij (Byvalcev)     | 3. května 1461     | 13. září 1464     | Byl prvním moskevským metropolitou, jejž v úřadu potvrdil velkokníže moskevský, a nikoli konstantinopolský patriarcha. (V posledním roce jeho vlády, v dubnu 1464, mu však jménem konstantinopolského patriarchy požehnal metropolita Filip z Cesareje.) |
|             | Filip I.                | 11. listopadu 1464 | 5. dubna 1473     | |
|             | Gerontij                | 29. června 1473    | 28. května 1489   | |
|             | Zosima (Bradatý)        | 26. září 1490      | 9. února 1495     | Církevní historikové 19. století ho označovali za tajného stoupenců židovské hereze. V roce 1494 "kvůli své slabosti" opustil metropoli a usadil se nejprve v Simonovském a poté v Trojicko-sergijevském klášteře.                                       |
|             | Simon                   | 22. září 1495      | 30. dubna 1511    | Opustil metropolii. Zemřel o rok později. |
|             | Varlaam                 | 3. srpna 1511      | 18. prosince 1521 | Byl nucen opustit metropolii. Zemřel v roce 1533. |
|             | Daniil                  | 27. února 1522     | 2. února 1539     | V nezletilosti Ivana IV. Hrozného podporoval jeho matku Jelenu Glinskou a jejího favorita knížete Ovčinu-Telepněva, po jehož pádu byl sesazen Šujskými a odešel do Josefo-volokolamského kláštera. Zemřel v roce 1547.                                   |
|             | Joasaf (Skripicyn)      | 6. února 1539      | leden 1542        | Sesazen Šujskými za vlády nezletilosti Ivana IV. Hrozného a poslán do Kirillo-bělozerského kláštera. Zemřel v roce 1555. |
| bez rámečku | Makarij                 | 19. března 1542    | 31. prosince 1563 | |
|             | Afanasij                | 5. března 1564     | 16. května 1566   | Odstoupil. Zemřel v roce 1575. |
|             | German (Sadyrev-Poljev) | červenec 1566      | ?                 | Jmenován do úřadu metropolity. Dle zpráv byl zabit v roce 1567 ve své cele opričníkem, jenž mu sekerou uťal hlavu. |
|             | Filip II. (Kolyčov)     | 25. července 1566  | 4. listopadu 1568 | Oběť opričniny. Byl sesazen rozsudkem církevního soudu. Vyhnán do tverského kláštera Zesnutí Přesvaté Bohorodice. Zemřel v roce 1569, možná byl zabit.                                                                                                   |
|             | Kirill (III./IV.)       | 11. listopadu 1568 | 8. února 1572     | |
|             | Antonij                 | květen 1572        | začátek roku 1581 | |
| bez rámečku | Dionisij                | 1581               | 13. října 1586    | Za vlády Fjodora I. Ivanoviče byl zbaven úřadu a Borisem Godunovem poslán do vyhnanství v Chutynském klášteře. Následujícího roku zemřel. |
| bez rámečku | Jov                     | 19. prosince 1586  | 23. ledna 1589    | První patriarcha moskevský. |